# Thermometer van Six-Bellani

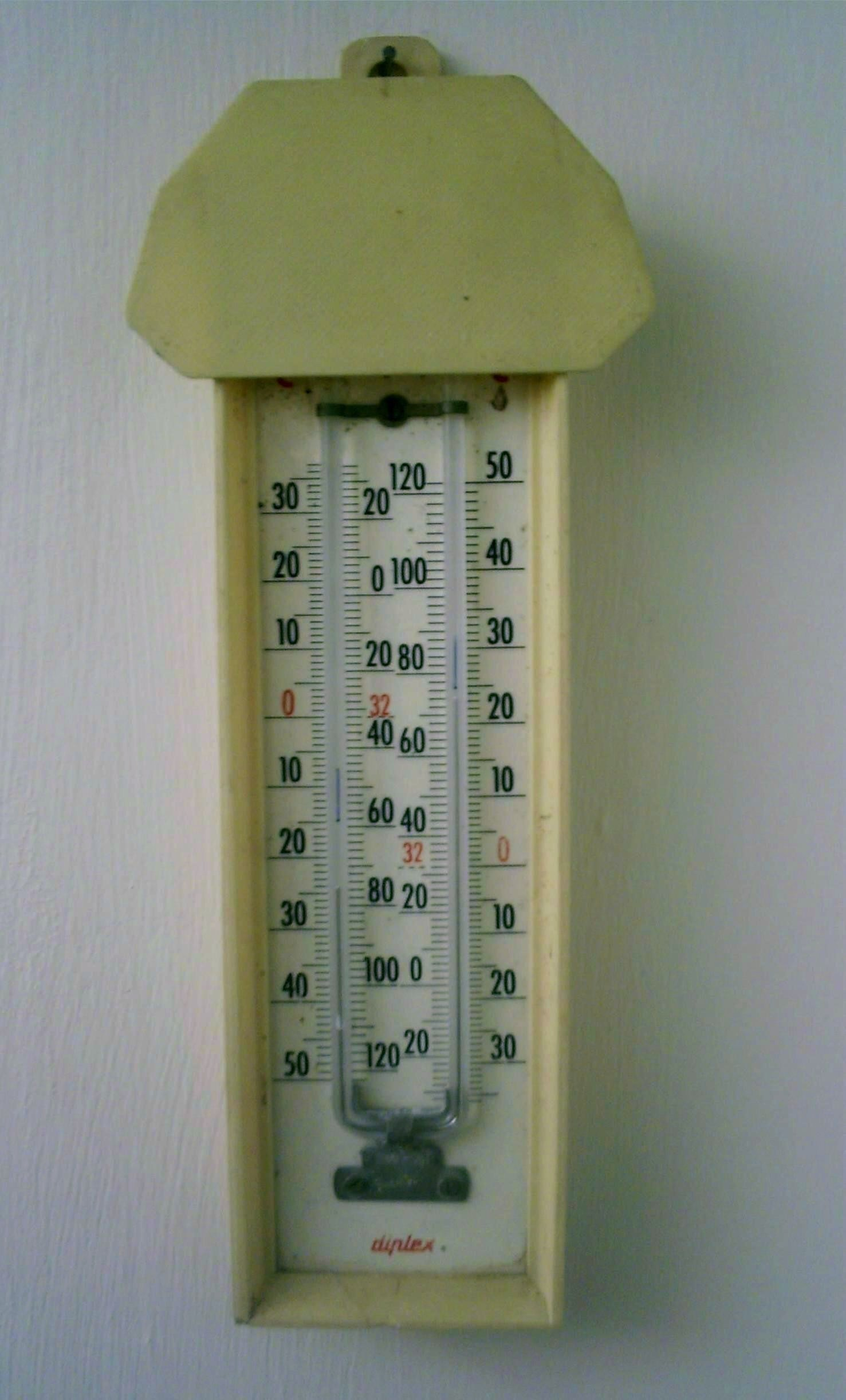
Maximum-minimumthermometer

De Thermometer van Six-Bellani, ook wel bekend als maximum-minimumthermometer, wordt gebruikt om de maximum- en minimumtemperatuur tijdens een bepaalde periode (bijvoorbeeld een etmaal) te kunnen bepalen. De werking ervan berust voornamelijk op de uitzetting van alcohol, maar waarbij men ook rekening houdt met de uitzettingscoëfficiënt van de kwikkolom die in het toestel aanwezig is. Dit toestel werd in 1782 uitgevonden door de Engelsman James Six (1731-1793) en verder ontwikkeld door Angelo Bellani (1776-1852).

## Werking
De thermometer bestaat uit een U-vormige buis met een volledig gevuld reservoir met alcohol aan de ene kant en een deels gevuld reservoir aan de andere. De inhoud van deze twee reservoirs wordt gescheiden door een kwik-kolom die zich, dankzij de zwaartekracht, in het onderste gedeelte van de U-vormige buis bevindt. Boven de vloeistofspiegel van het kwik bevinden zich aan weerszijden twee kleine ijzeren staafjes (indexen), die, bijvoorbeeld door een magneet, op hun plek worden gehouden.
Als de temperatuur stijgt, zet de alcohol in het geheel gevulde reservoir uit en duwt het kwik naar beneden. Daar het andere reservoir maar deels is gevuld, kan de uitzetting aan die kant worden opgevangen omdat gassen zich wel laten comprimeren en vloeistoffen nauwelijks, en de kwikspiegel aan die kant zal stijgen, terwijl die aan de andere kant daalt. Het ijzeren staafje aan de deels gevulde kant wordt, ondanks de magneet, omhoog gedrukt.
Daalt de temperatuur, dan gebeurt precies het omgekeerde. De alcohol in het volle reservoir krimpt en zuigt het kwik aan die kant omhoog, waarbij het deels gevulde reservoir accommodeert. De kwik-kolom duwt nu het staafje aan de andere kant omhoog.
Omdat bij verwarming of afkoeling niet alleen de alcohol uitzet en krimpt, maar ook het kwik, zijn de schalen aan weerskanten niet alleen gespiegeld, maar hebben ook een verschillende schaalverdeling. Omdat alcohol een hogere uitzettingscoëfficiënt heeft dan kwik (en dus meer uitzet, dan wel krimpt), heeft de eerste een veel grotere invloed dan de tweede en gedraagt de thermometer zich als gewenst.
Om de thermometer terug te stellen, volstaat het de magneet voldoende af te schermen of weg te bewegen, zodat de ijzeren staafjes niet meer op hun plek worden gehouden. Deze zullen dan weer tot het niveau van de kwikspiegel aan beide zijden zinken, want ijzer is zwaarder dan alcohol, maar lichter dan kwik. 

Bij een andere versie kunnen de indexen slechts bewegen wanneer er een kleine kracht op wordt uitgeoefend. Om tot een nieuwe meting, over een nieuw tijdsinterval, over te gaan, wordt bij deze versie een magneetje geleverd dat toelaat de indexen weer in aanraking met het kwikoppervlak te brengen.